# تسطح موضعي
في الطوبولوجيا، أحد فروع الرياضيات، يعتبر التسطح الموضعي أحد الميزات لمتعدد الشعب الفرعي في متعدد شعب طوبولجي لديه بعد أكبر. ففي سلسلة متعددي الشعب الطوبولوجية، يلعب التسطح الموضعي دورًا مشابهًا لدور متعددي شعب مضمّنة في سلسلة متعدد الشعب الأملس.
بافتراض أن d متعدد الشعب البعدي N تم تضمينه في n متعدد الشعب البعدي M (حيث إن d <n). إذا {\displaystyle x\in N,} فنقول أن N تعتبر مسطحة موضعيًا عند x إذا وجد مجاورًا {\displaystyle U\subset M} لـx حيث إن الـزوج الطوبولوجي {\displaystyle (U,U\cap N)} is دالة هميومرفية للزوج {\displaystyle (\mathbb {R} ^{n},\mathbb {R} ^{d})}, مع شمول ثابت لـ{\displaystyle \mathbb {R} ^{d}} كفضاء فرعي لـ {\displaystyle \mathbb {R} ^{n}}. وبناء على ذلك, يوجد دالة هميوفرمية {\displaystyle U\to R^{n}} حيث إن صورة {\displaystyle U\cap N} تتطابق معwith {\displaystyle \mathbb {R} ^{d}}.
يفترض التعريف المذكور أعلاه أن إذا كانت M لديها حد، لا تعتبر x نقطة الحد مع M. إذا كانت x نقطة على حد M فمن ثم يتم تعديل التعريف ليكون كما يلي. نقول أن N تعتبر مسطحة موضعيًا على حد النقطة x لـM إذا كان يوجد مجموعة فرعية
{\displaystyle U\subset M}
```
لـ
x
 حيث إن الزوج الطوبولجي 

  

    

      

        
(

        
U

        
,

        
U

        
∩

        
N

        
)

      

    

    
{\displaystyle (U,U\cap N)}

  

 يعتبر دالة هميوفرمية 

  

    

      

        
(

        

          

            
R

          

          

            
+

          

          

            
n

          

        

        
,

        

          

            
R

          

          

            
d

          

        

        
)

      

    

    
{\displaystyle (\mathbb {R} _{+}^{n},\mathbb {R} ^{d})}

  

, حيث إن 

  

    

      

        

          

            
R

          

          

            
+

          

          

            
n

          

        

      

    

    
{\displaystyle \mathbb {R} _{+}^{n}}

  

  نصف فراغ ثابت و

  

    

      

        

          

            
R

          

          

            
d

          

        

      

    

    
{\displaystyle \mathbb {R} ^{d}}

  

 متضمن كفراغ فرعي على حدها. وبتفصيل أكثر، يمكن أن نضع 
```

{\displaystyle \mathbb {R} _{+}^{n}=\{y\in \mathbb {R} ^{n}\colon y_{n}\geq 0\}} و{\displaystyle \mathbb {R} ^{d}=\{y\in \mathbb {R} ^{n}\colon y_{d+1}=\cdots =y_{n}=0\}}.
حيث نسمي N مسطحة موضعيًا في M إذا كانت N مسطحة موضعيًا في كل نقطة. وبالمثل، فإن الرسم {\displaystyle \chi \colon N\to M} يسمى مسطح موضعيًا، ولو لم يكن مضمّنًا، إذا كان كل x في N لديه مجاور U الذي صورته {\displaystyle \chi (U)}؛ يعتبر مسطح موضعيًا في M.
يعرض التسطح الموضعي لأحد المضمّنات خصائص قوية لا يشاركه فيها جميع المضمّنات. لقد أثبت «براون» عام (1962) أنه إذا كان d = n - 1، فإن N تعتبر مطوّقة، يعني أن لديها مجاورًا يعتبر دالة هميوفرمية لـN &times; [0,1] حيث إن N ذاتها مطابقة لـN &times; 1/2 (إذا كانت N داخل M) أو N &times; 0 (إذا كانت N في حدود M).